# Apocephalus brevicosta
Apocephalus brevicosta är en tvåvingeart som beskrevs av Borgmeier 1958. Apocephalus brevicosta ingår i släktet Apocephalus och familjen puckelflugor. Inga underarter finns listade i Catalogue of Life.